# Макдональд, Джанет
Джанет Макдональд (также Мак-До́налд англ. Jeanette MacDonald; 18 июня 1903 — 14 января 1965) — американская актриса и певица.
Джанет наиболее известна по своим ролям в музыкальных фильмах 1930-х годов вместе с Морисом Шевалье («Парад любви», «Один час с тобой», «Люби меня сегодня», «Весёлая вдова») и Нельсоном Эдди («Строптивая Мариетта», «Роз-Мари», «Майские дни», «Девушка с Золотого Запада», «Влюблённые» и «Новолуние»). За свою кинокарьеру с 1929 по 1949 год она снялась в 29 фильмах, четыре из которых были номинированы на премию «Оскар», а также записала три золотых диска. В 1943-51 гг. Макдональд пела на сцене нескольких оперных театров, с 1929 до конца 1950-х гг. много работала на радио и телевидении. С 1937 года до своей смерти была замужем за актёром Джином Рэймондом, детей от брака у них не было. Её старшая сестра Блоссом Рок также была актрисой. Последние годы Джанет мало работала из-за проблем с сердцем. Скончалась в 1965 году от инфаркта.

## Избранная фильмография
| Год  |   | Русское название          | Оригинальное название       | Роль                                                |
| ---- | - | ------------------------- | --------------------------- | --------------------------------------------------- |
| 1929 | ф | Парад любви               | The Love Parade             | королева Луиза                                      |
| 1930 | ф | Монте-Карло               | Monte Carlo                 | графиня Элен Мара                                   |
| 1930 | ф | Лотерея невест            | The Lottery Bride           |                                                     |
| 1932 | ф | Один час с тобой          | One Hour with You           | Колетт Бертье                                       |
| 1932 | ф | Люби меня сегодня         | Love Me Tonight             | принцесса Жанетт                                    |
| 1934 | ф | Кот и скрипка             | The Cat and the Fiddle      | Ширли Шеридан                                       |
| 1934 | ф | Весёлая вдова             | The Merry Widow             | мадам Соня / Фифи                                   |
| 1935 | ф | Строптивая Мариетта       | Naughty Marietta            | принцесса Мари                                      |
| 1936 | ф | Роз-Мари                  | Rose Marie                  | Мари де Флор                                        |
| 1936 | ф | Сан-Франциско             | San Francisco               | Мэри Блейк                                          |
| 1937 | ф | Майские дни               | Maytime                     | Марсия Морнэ                                        |
| 1937 | ф | Двойная игра              | Firefly                     | Нина Мария Азара/секретный агент Светлячок(Firefly) |
| 1938 | ф | Девушка с Золотого Запада | The Girl of the Golden West | Мэри Роббинс                                        |
| 1938 | ф | Влюблённые                | Sweethearts                 | Гвен Марлоу                                         |
| 1939 | ф | Бродвейская серенада      | Broadway Serenade           | Мэри Хейл                                           |
| 1940 | ф | Новолуние                 | New Moon                    | Марианна де Бомануар                                |
| 1941 | ф | Нежная улыбка             | Smilin' Through             | Муниин / Кэтлин                                     |
| 1948 | ф | Три дорогие дочки         | Three Daring Daughters      | Луиза Рейтон Морган                                 |
| 1949 | ф | Солнце восходит           | The Sun Comes Up            | Хелен Лорфилд Винтер                                |